# Christian Hohe

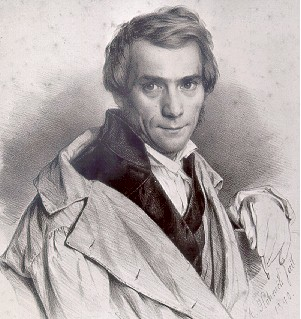
Adolf Hohneck: Christian Hohe, Kreidelithografie 1840

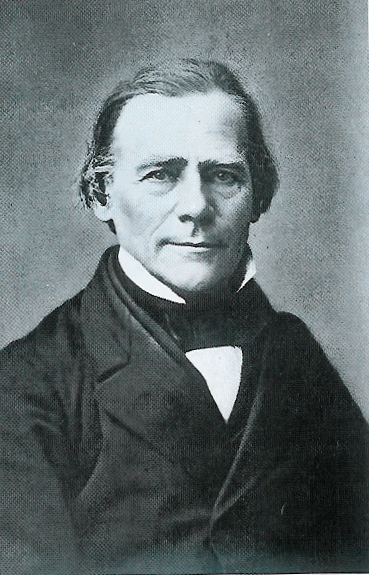
Johannes Schafgans: Christian Hohe, Fotografie 1854

Nicolaus Christian Hohe (* 17. Dezember 1798 in Bayreuth; † 22. Juni 1868 in Bonn) war ein deutscher Zeichner, Maler und Lithograf.

## Leben
Christian Hohe war der älteste Sohn des Bayreuther Malers Johann Hohe (1774–1847) und seiner Frau Christina Johanna Hohe, gebr. Goetschel († 1829). Zusammen mit seinem jüngeren Bruder, Friedrich Hohe (1802–1870), absolvierte er eine Ausbildung als Lithograf in München und studierte an der dortigen Kunstakademie von 1822 bis 1824. Seit 1824 lebte er in Poppelsdorf und seit 1837 in Bonn. Am 30. Juli 1828 heiratete er Adelheid (Hubertine) Sieben, Tochter von Hubert Sieben und Anna Catharina Sieben gebr. Ausderhellen, standesamtlich in Poppelsdorf. Am 31. Juli 1828 folgte die kirchliche Hochzeit in der evangelischen Schlosskirche der Universität Bonn. Zusammen hatte das Paar sechs Töchter und vier Söhne. Zwei seiner Söhne, Rudolf (Maria Everhard) Hohe und Carl (Leonhard) Hohe waren ebenfalls als Maler tätig.
An der Universität Bonn arbeitete Christian Hohe als wissenschaftlicher Zeichner für verschiedene Bonner Professoren. Von 1828 bis 1868 hatte er die Stelle des akademischen Zeichenlehrers der Universität inne. Dort gehörten auch mehrere Prinzen aus europäischen Königshäusern, die in Bonn studierten, zu seinen Schülern.

## Werk
Sein Werk umfasst unterschiedliche Gebiete, die sich von wissenschaftlichen Illustrationen und Porträts über topographische Ansichten bis zu Kopien mittelalterlicher Wandmalereien erstrecken. „Innerhalb des Gesamtwerkes lassen sich zwei Hauptlinien seines Wirkens feststellen“.
Wissenschaftlicher Zeichner
Hohe selbst sah sich als wissenschaftlicher Zeichner. Wegen mangelnder Aufträge im Bereich der Naturwissenschaften und Medizin suchte er den Kontakt zu Bonner Altertumsforschern. In den folgenden Jahren widmete er sich als Gutachter, Kopist und Restaurator mittelalterlichen Wandmalereien.
Maler der Rheinromantik
Die zweite Hauptgruppe seines Werkes umfasst den Bereich der Landschaftsmalerei und der topographischen Ansichten. Er gehört zu den Künstlern der Rheinromantik. Seine Skizzenbücher weisen ihn als einen ausgeprägten Zeichner aus. In Zusammenarbeit mit den Bonner Verlagen lieferte er topographischen Ansichten.

## Galerie

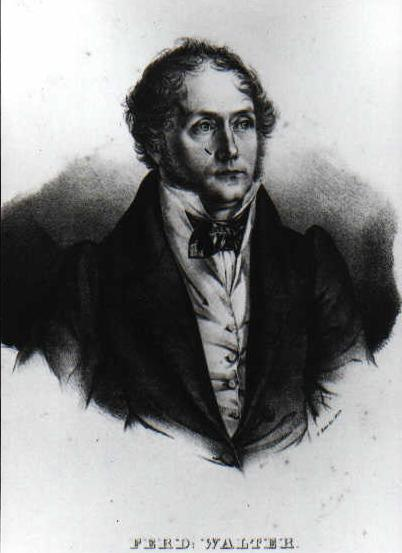
Kreidelithografie Ferdinand Walter. Druck Henry & Cohen, Bonn 1834
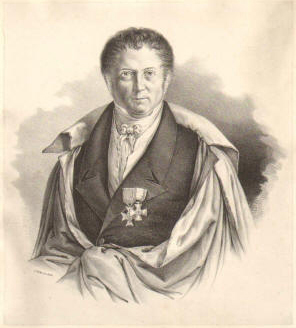
Porträt Ferdinand Mackeldey (vor 1835)
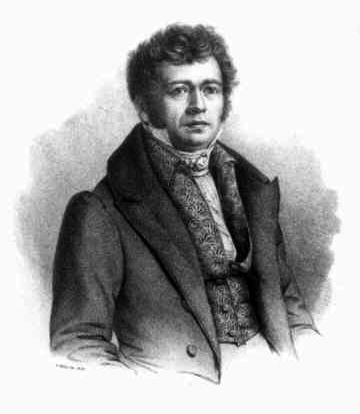
Porträt Johann Jacob Nöggeraths (1835)
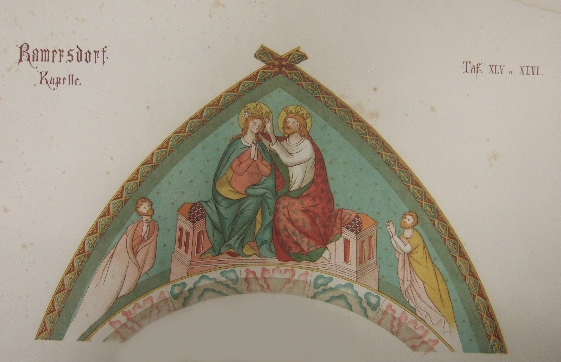
Krönung Marias – von Christian Hohe kopiertes, im 19. Jahrh. zerstörtes Gemälde im Gewölbe der Georgskapelle
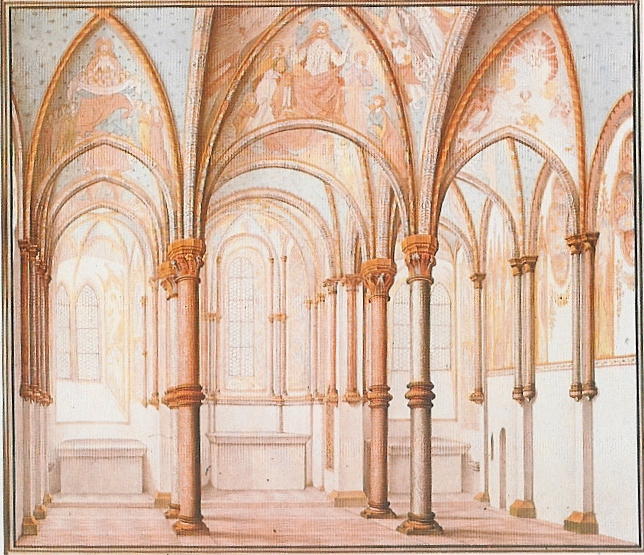
Innenansicht der Georgskapelle vor der Translozierung von Ramersdorf auf dem Alten Friedhof in Bonn (Aquarell von 1847)
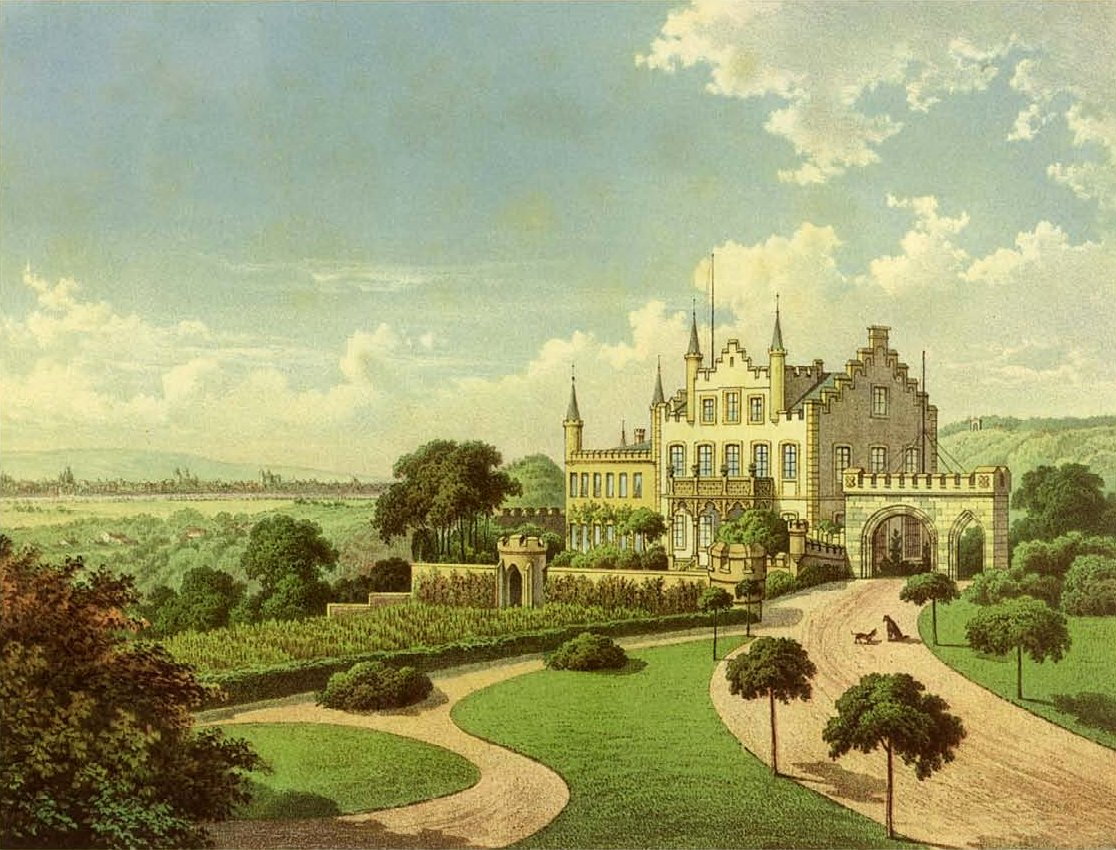
Kommende Ramersdorf (1850)
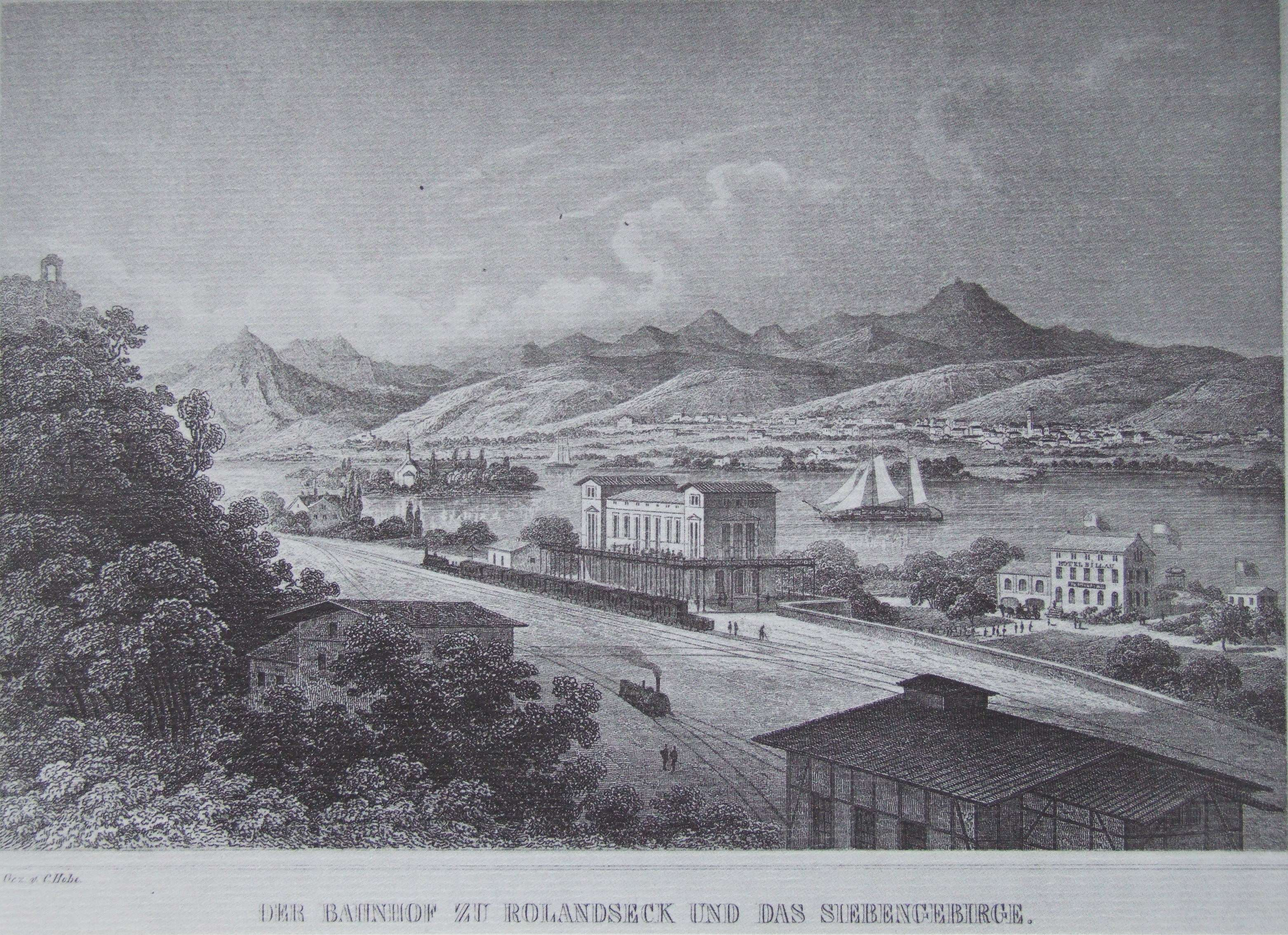
„Der Bahnhof zu Rolandseck und das Siebengebirge“ (1857)
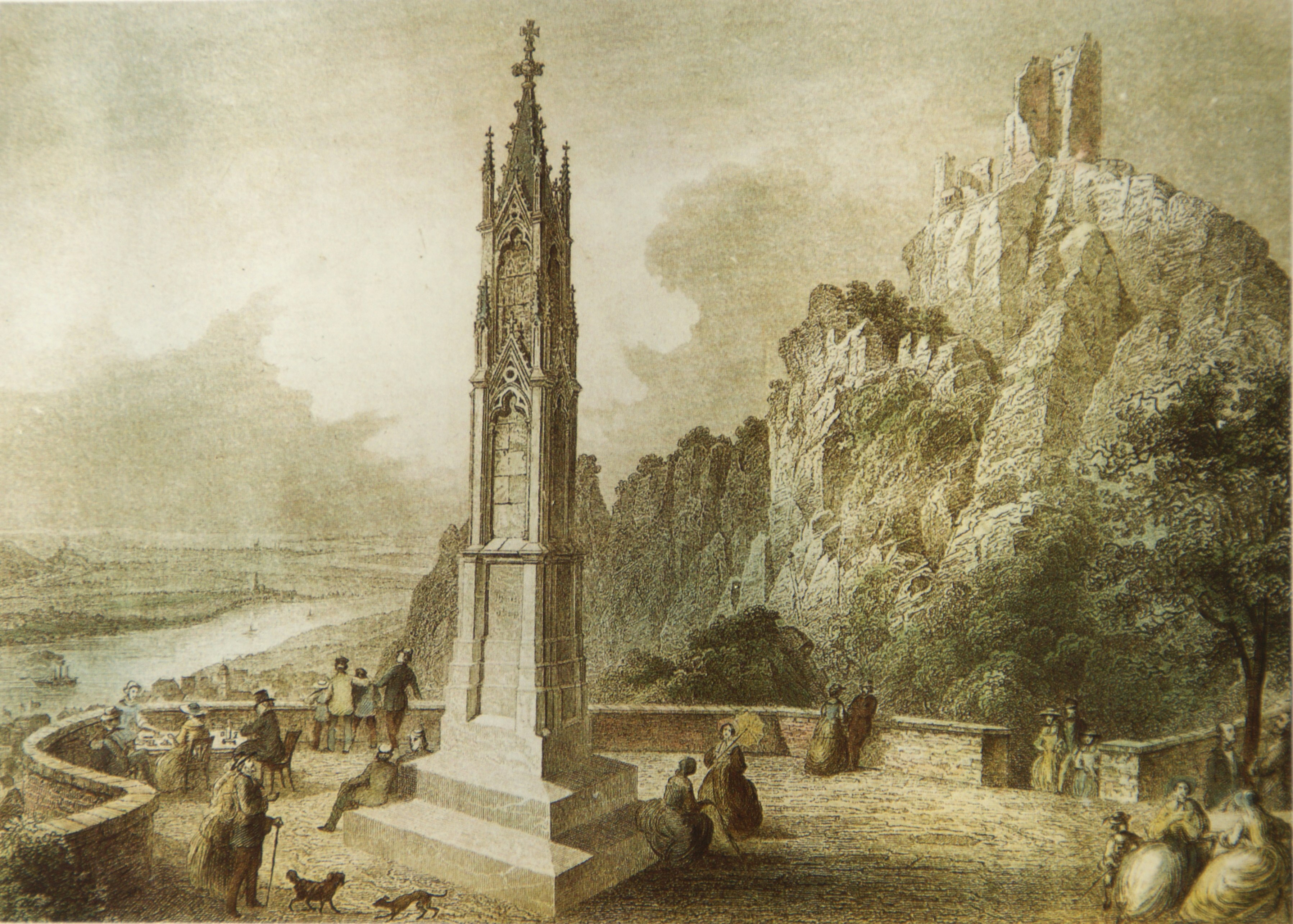
Plateau auf dem Drachenfels mit Denkmal (ca. 1857/58)

## Auszeichnungen
- „Große Goldene Medaille für Gelehrte und Künstler“ (1845) – für die Illustration von wissenschaftlichen Werken
- „Hofmaler Seiner Königlichen Hoheit des Kronprinzen von Preußen“ (1862)

## Schriften
- Vorlagen für angehende Landschaftszeichner. Bonn 1845.
- Verhältnisse und Einteilungen des menschlichen Körpers. Zum Selbstunterricht für Figurenzeichner. Bonn 1846.
- Die Anfangsgründe der Linear-Perspektive. Bonn 1854.
- Praktische Aquarellschule für Anfänger, mit Hinweisung auf die dazu erforderlichen Materialien. Bonn 2. Aufl. 1858.
- Einige Andeutungen über die Technik der alten Decken- und Wandgemälde in dem ehemaligen Kapitelsaale zu Brauweiler und deren Wiederherstellung. In: Jahrbücher des Vereins von Alterthumsfreunden im Rheinlande Bd. 35, Jg. 18, 1863, S. 109–114.

### Ungedruckte Quellen
- Bayreuth, Archiv des evangelisch-lutherischen Pfarramtes Bayreuth-Stadtkirche.
- Bayreuth, Archiv des Gymnasiums Christian Ernestinum.
- Bayreuth, Stadtarchiv.
- Berlin, Geheimes Staatsarchiv Preußischer Kulturbesitz.
- Berlin, Museum für Naturkunde, Institut für Paläontologie.
- Bonn, Archiv der Rheinischen Friedrich-Wilhelms-Universität.
- Bonn, Archiv Schafgans.
- Bonn, Archiv des Vereins von Altertumsfreunden im Rheinlande.
- Bonn, Archiv des Evangelischen Verwaltungsverbandes, Kirchenbücher.
- Bonn, Pfarrarchiv Schwarzrheindorf.
- Bonn, Stadtarchiv und Stadthistorische Bibliothek.
- Bonn, Standesamt I, Standesamt II (Poppelsdorf).
- Bonn, Universitäts- und Landesbibliothek, Abteilung Handschriften und Rara.
- Dresden, Sächsische Landesbibliothek-, Staats- und Universitätsbibliothek, Abteilung Sondersammlungen, Handschriftensammlung.
- Erlangen, Archiv der Friedrich-Alexander-Universität Erlangen-Nürnberg.
- Erlangen, Universitätsbibliothek.
- Halle, Deutsche Akademie der Naturforscher Leopoldina, Archiv.
- Heidelberg, Universitätsbibliothek, Handschriftenabteilung.
- München, Akademie der Bildenden Künste, Archiv.
- München, Bayerisches Hauptstaatsarchiv.
- München, Bayerische Staatsbibliothek, Abteilung für Handschriften.
- München, Stadtarchiv.
- Nürnberg, Archiv der Museen der Stadt Nürnberg.
- Nürnberg, Staatsarchiv.
- Nürnberg, Stadtarchiv.
- Pulheim-Brauweiler, Archiv des Landschaftsverbandes Rheinland.
- Pulheim-Brauweiler, Pfarrarchiv.
- Pulheim-Brauweiler, Rheinisches Amt für Denkmalpflege, Bildarchiv.
- Weimar, Goethe- und Schiller-Archiv.

### Gedruckte Quellen
- Carl Schnaase: Die Kirche zu Ramersdorf. In: Vom Rhein. Leben, Kunst und Dichtung. Hrsg. Gottfried Kinkel. Jg. 1847, S. 191–216.
- Deutsches Kunstblatt, Jg. VI, No. 37, 1855, S. 326f., 355.
- Deutsches Kunstblatt, Jg. VII, No. 30, 1856, S. 263f., No. 35, 1856, S. 311f.
- Deutsches Kunstblatt, Jg. VIII, 1857, S. 112f.
- Ernst aus`m Weerth: Wandmalereien des christlichen Mittelalters in den Rheinlanden. Leipzig 1880 (=Kunstdenkmäler des christlichen Mittelalters in den Rheinlanden, II. Abt. Bd. 4/5).
- Paul Clemen: Die romanische Monumentalmalerei in den Rheinlanden. Düsseldorf 1916 (= Publikationen der Gesellschaft für Rheinische Geschichtskunde. Bd. 32).
- Paul Clemen: Die gotische Monumentalmalereien der Rheinlande. Düsseldorf 1930 (= Publikation der Gesellschaft für Rheinische Geschichtskunde. Bd. 41).